# Lampelberk

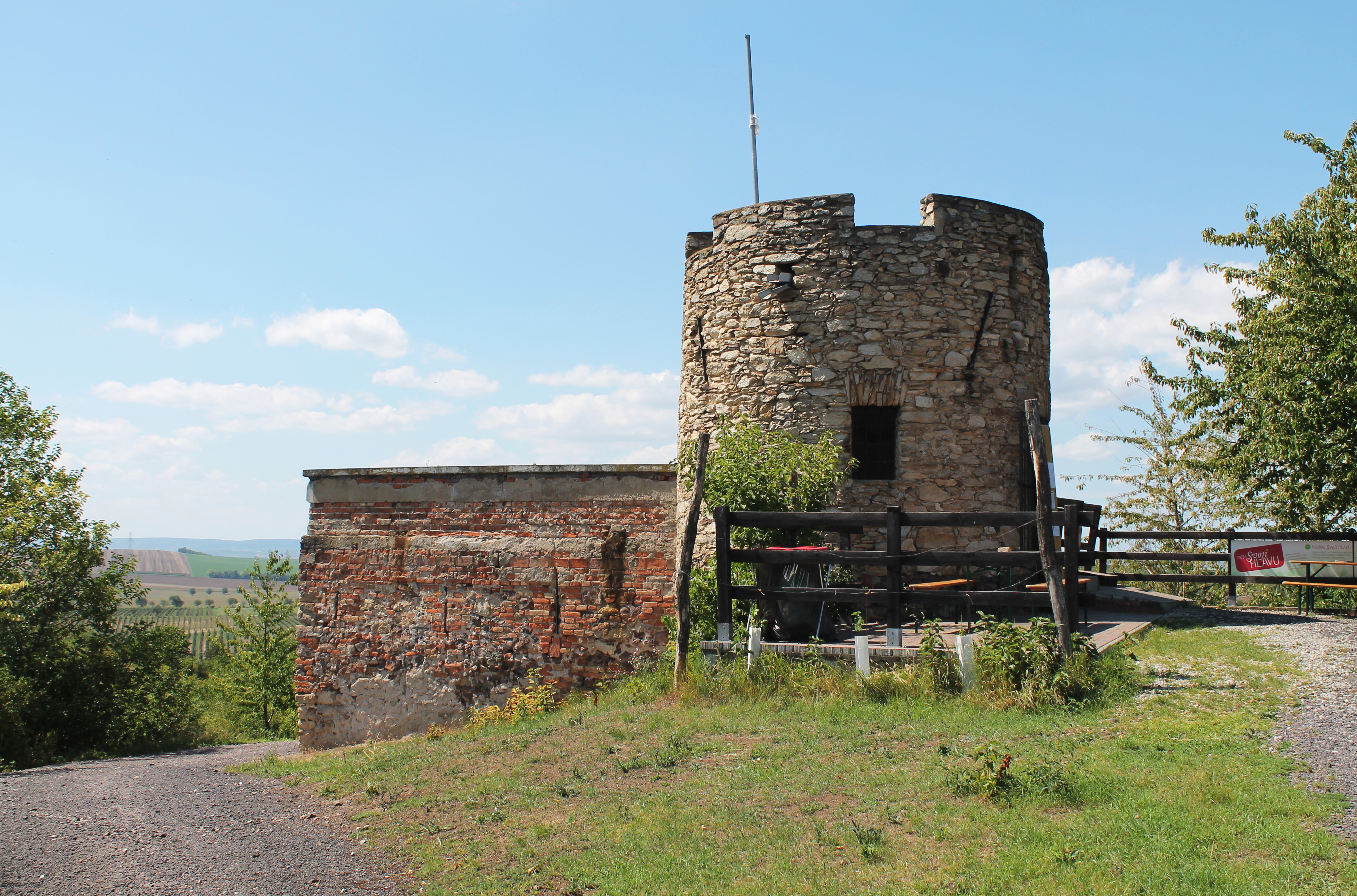
Lampelberk

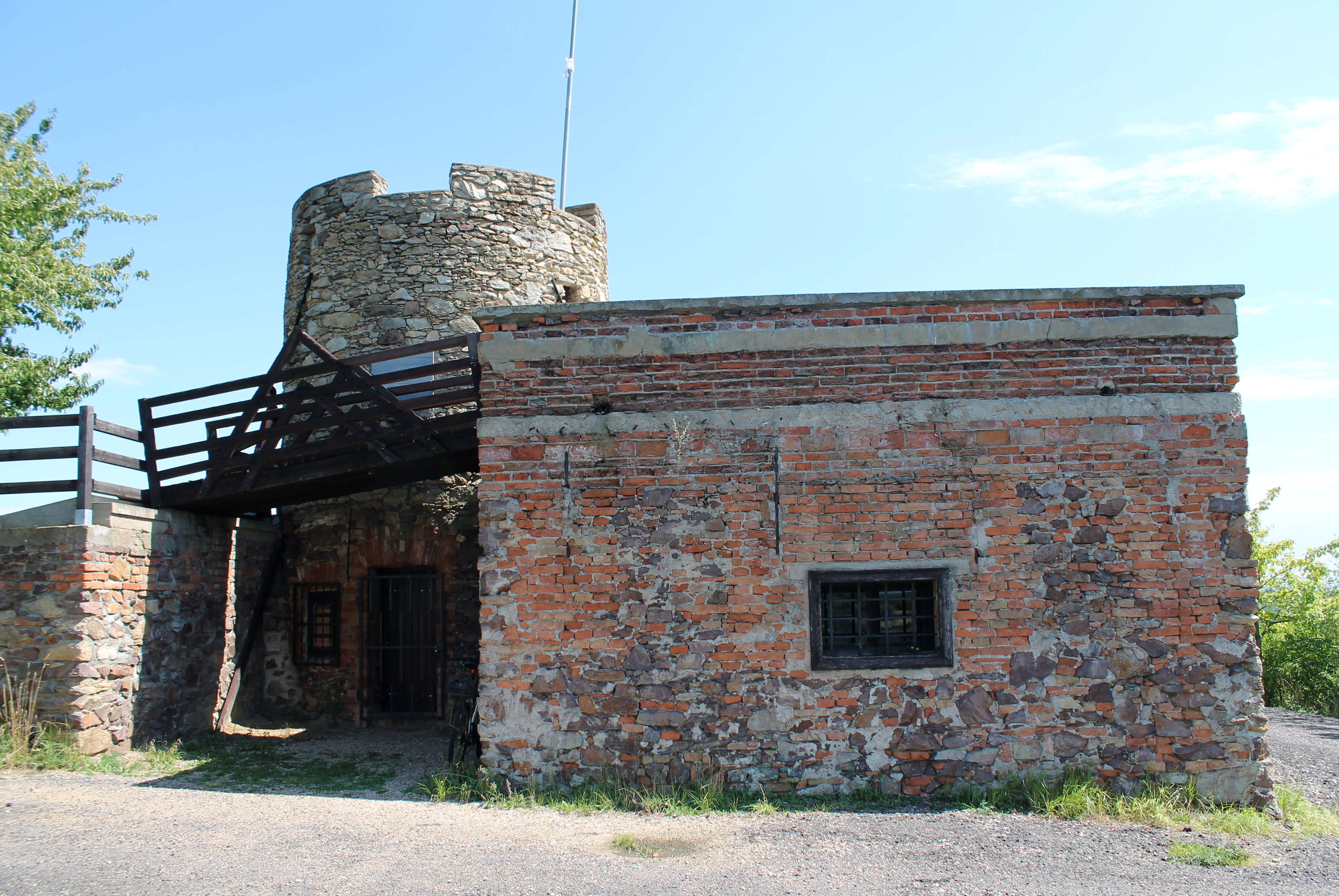
Eingangsbereich

Lampelberk (deutsch Lampelberg) ist ein als romantische Burg gestaltetes Weinberghaus in der tschechischen Gemeinde Vrbovec (Urbau) im Okres Znojmo. Es steht nordöstlich des erloschenen Dorfes Ječmeniště (Gerstenfeld) in den Weinbergen der Lage (Viniční trať) „Lampelberg“ nahe der österreichischen Grenze.

## Lage
Lampelberk befindet sich linksseitig über dem Tal des Baches Ječmenišťský potok (Schatzgraben) auf dem Bergsporn Lamperk bzw. Jehněčí kopec (Lampelberg, 287 m n.m.) in der Znojemská pahorkatina (Znaimer Hügelland). Nordwestlich erhebt sich der Vinný vrch (Schatzberg, 294 m n.m.), im Norden der Ovčí vrch (Haiden, 292 m n.m.) und östlich der U Hranic (Dreikreuzen, 291 m n.m.). Einen knappen Kilometer südlich verläuft die Staatsgrenze zu Österreich. Umgeben wird der Sporn an drei Seiten vom Naturdenkmal Ječmeniště.
Umliegende Ortschaften sind Hnízdo (Gnast) im Norden, Slup (Zulb) im Nordosten, Jaroslavice  (Joslowitz) im Osten, Seefeld im Südosten, Obritz und Hadres im Süden, Ječmeniště im Südwesten, Kleinhaugsdorf und Hatě (Haid) im Westen sowie Dyjákovičky (Klein Tajax) im Nordwesten.

## Geschichte
Der Höhenzug zwischen Gerstenfeld und dem Gnasterhof hatte sich seit der Gründung von Gerstenfeld im Jahre 1787 als hervorragende Weinlage erwiesen.
Im Jahre 1860 ließ der Besitzer der Gutsherrschaft Joslowitz, Wilhelm Hugo Hompesch zu Bollheim, in prädestinierter Lage auf dem Lampelberg ein burgähnliches Gebäude anlegen, das zugleich als Wachturm für den künftigen Weinberghüter und auch als Weinberghaus dienen sollte. 1861 begann der Joslowitzer Güterdirektor Leopold Queiss mit der Anlegung von Weinbergsterrassen an den Hängen des Lampelberges.
Die Weine der Grafen Hompesch zu Bollheim auf Schloss Joslowitz waren wegen ihrer hervorragenden Qualität begehrt; während der Zeit der Weinlese war das Weinberghaus Treffpunkt zahlreicher Winzer und Kaufleute, die für den Lampelberger Wein gute Preise zahlten. Nach dem Ersten Weltkrieg wurden die Weinberge an den Hängen des Lampelberges aufgegeben und die Terrassen als Weideland für Schafe, Ziegen und Rinder genutzt. Der Turm der Burg Lampelberg wurde als Aussichtsturm  in der ersten Hälfte des 20. Jahrhunderts zunehmend auch von Touristen besucht.
Mit der Errichtung der Grenzbefestigungen der Tschechoslowakei im Kalten Krieg wurde die Burg Lampelberk in den 1950er Jahren als Teil des Sperrgebietes am Eisernen Vorhang für die Öffentlichkeit unzugänglich, das Dorf Ječmeniště wurde aufgelöst und devastiert. Auch die Weidewirtschaft an den Hängen des Jehněčí kopec musste aufgegeben werden. Nach der Samtenen Revolution im Jahre 1989 wurde Lampelberk wieder zugänglich.
Anfang 2012 erwarb die Weinkellerei Lahofer die Burg Lampelberk einschließlich der umliegenden Weinlagen. Die erhaltenen Terrassen der hervorragenden Lage unterhalb der Burg Lampelberk wurden wieder mit Weinstöcken bepflanzt, einige alte Rebstöcke waren noch erhalten. Lampelberk wurde danach zu einer saisonalen Weinverkostung umgestaltet und ein Verkostungskiosk errichtet.
Lampelberk liegt auf der Tour des Vinobus Znojmo.

## Bauwerk
Lampelberk besteht aus einem aus Bruchsteinen errichteten zinnengekrönten neogotischen Rundturm mit offener Plattform, an den südwestlich ein ebenerdiges quadratisches Häuschen, das früher als Aufenthaltsraum des Weinberghüters diente, angebaut ist. Das Dach des Häuschens wurde als Aussichtsterrasse gestaltet. Westlich des Turms stand ein kleiner Pferdestall, von dem noch die Grundmauern sichtbar sind.
Die Anlage ist als Kulturdenkmal ÚSKP 48741/7-8139 geschützt.
Von Lampelberk bietet sich ein weiter Ausblick über die umliegende Weinberge sowie nach Niederösterreich. Bei guter Fernsicht sind auch die Alpen erkennbar.

## Weinlagen
In der Umgebung der Burg Lampelberk befinden sich die Weinlagen (Viniční trať) Lampelberg, Šác, Dolina und Vinná hora mit einer Gesamtfläche von 119 ha, die von der Weinkellerei Lahofer bewirtschaftet werden.
- Lampelberg: Die Lage erstreckt sich zwischen dem Ovčí vrch (292 m.n.m.) und der Ivanka (250 m.n.m.). Auf den 38 ha werden vor allem Rheinriesling und Blauer Ruländer (Rulandské modré) kultiviert.
- Šác: Die Lage erstreckt sich nördlich des Ovčí vrch in einer Höhe zwischen 290 und 260 m.n.m. Auf den knapp 32 ha wird hauptsächlich Grüner Veltliner angebaut.
- Dolina: Die Lage erstreckt sich am Südhang des Vinný vrch in einer Höhe zwischen 260 und 235 m.n.m. Auf den knapp 22 ha werden überwiegend Welschriesling, Weißruländer (Rulandské bílé) und Grüner Veltliner angebaut.
- Vinná hora: Die Lage erstreckt sich um den Vinný vrch in einer Höhe zwischen 294 und 260 m.n.m. Auf den 11,4 ha werden überwiegend Grüner Veltliner und Roter Traminer (Tramín červený) angebaut.